# فرانز ملده
 فرانز ملده (انگلیسی: Franz Melde؛ زاده ۱۱ مارس ۱۸۳۲ درگذشته ۱۷ مارس ۱۹۰۱) یک فیزیک‌دان اهل آلمان بود. 